# Azpiko Gizona
Azpiko Gizona es un cortometraje de España estrenado en 1986 dirigido por Pello Varela.
Fue seleccionado en el Festival de cortometrajes de Bilbao y fue proyectada en la sesión inaugural de la IX Edición del Festival de la Imaginación y Fantasía de Madrid.

## Sinopsis
Antonio es un hombre de mediana edad, del que no se puede decir que la vida e sonría. Recuerda el último trance que ha estado a punto de costarle un disgusto.